# Emil Leijon
Frans Emil Leijon, född 27 februari 1860 i Istorps socken, död 12 december 1946 i Stockholm, var en svensk tidningsekonom.
Emil Leijon var son till fanjunkaren Hugo Otto Leijon och far till Hugo Leijon. 19 år gammal blev han extra ordinarie landskontorist vid länsstyrelsen i Hallands län. 1884–1903 var Leijon stadsfiskal och stadsfogde i Kristinehamn, därutöver var han verkställande direktör och ombudsman vid Örebro handelsbanks kontor i Kristinehamn 1898–1903 samt ombudsman för köpmannaorganisationer och agent för försäkringsbolag med mera. Åren 1903–1904 var han verkställande direktör i Göteborgs-Postens nya aktiebolag. År 1904 anställdes Leijon av Anders Jeurling som vice verkställande direktör för Stockholms-Tidningens aktiebolag. I det 1905 instiftade aktiebolaget Stockholms-Tidningens intressenter, vilket bolag ägde och förvaltade majoriteten i Stockholms-Tidningen, var han från början ende styrelseledamot och senare även huvuddelägare. Efter Jeurlings död 1906 utsågs Leijon även till verkställande direktör för Stockholms-Tidningen, en post han innehade till 1930, då han sålde sina aktier i intressentbolaget. År 1932 avgick han ur intressentbolagets styrelse. Leijon var styrelseledamot i Tidningsutgivareföreningen 1906–1910 varav 1908–1910 som vice ordförande och hade flera andra förtroendeuppdrag inom fackorganisationer. Han blev riddare av Vasaorden 1915 och av Nordstjärneorden 1925.